# John Naber
John Phillips Naber (Evanston, 20 januari 1956) is een voormalig topzwemmer uit de Verenigde Staten, die vijf medailles (vier gouden, één zilveren) won bij de Olympische Spelen van Montreal (1976).

## Carrière
Naber, op zijn dertiende begonnen met zwemmen, kwam tijdens zijn actieve sportcarrière uit namens The University of Southern California, waar hij zich vijftienmaal liet kronen tot de beste. In 1975 won hij drie gouden medailles bij de Pan-Amerikaanse Spelen.
Een jaar later in Montreal vierde Naber evenwel zijn grootste successen. Hij zegevierde op de 100 en 200 meter rugslag, en maakte deel uit van de winnende Amerikaanse estafetteploegen op de 4x200 meter vrije slag en de 4x100 meter wisselslag. Zilver behaalde hij op de 200 meter vrij.
Op zijn beide individuele nummers verbeterde Naber het wereldrecord: 55,49 seconden op de 100 meter rugslag, 1.59,19 op de 200 meter rugslag. Met die tijd was hij de eerste zwemmer ooit die de magische grens van twee minuten doorbrak. Zijn mondiale toptijd hield zeven jaar stand.
Als student van en aan The University of Southern California won hij tien individuele titels bij de prestigieuze Amerikaanse studentenkampioenschappen (NCAA) – een record dat in 1987 werd verbeterd. Zijn NCAA-totaal  (inclusief estafettenummers) van vijftien titels is nog steeds een record. In 1977 kreeg hij de James E. Sullivan Award als beste Amerikaanse amateur atleet van het jaar.